# Juan Eugenio Hartzenbusch

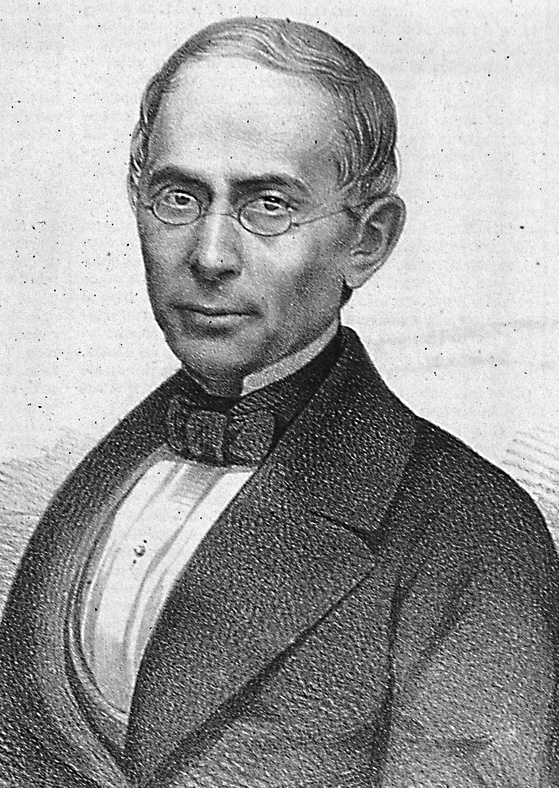
Juan Eugenio Hartzenbusch

Juan Eugenio Hartzenbusch (* 6. September 1806 in Madrid; † 3. August 1880 ebenda) war ein spanischer Dichter.

## Biografie
Juan Eugenio Hartzenbusch, Sohn eines deutschen Schreiners aus Schwadorf (heute Stadt Brühl), der sich dort mit einer Spanierin verheiratet hatte, studierte seit 1815 an der Universität Madrid Theologie, Französisch und Italienisch und dichtete nebenbei Sonette und Romanzen, bis ihn eine dramatische Vorstellung, die er um diese Zeit zum ersten Mal sah, der Bühnendichtung zuführte.
Um Geld zu verdienen, musste er jedoch den Beruf des Vaters übernehmen. Er arbeitete später als Journalist sowie Übersetzer von Voltaire und Vittorio Alfieri und er bearbeitete auch Calderón und Rojas Zorrilla. Hartzenbusch besaß auch eine unmittelbare und genaue Kenntnis der deutschen Literatur.
Er übersetzte nun französische Stücke und versuchte altspanische Komödien für die Bühne zu bearbeiten, von denen zwei aufgeführt wurden. 1835 wurde er als Stenograph der Regierungszeitung angestellt. Der Erfolg eines eigenen Dramas, dem die Volkssage von den Liebenden von Teruel zu Grunde gelegt war, im Januar 1836 bewog ihn, sich von nun an ausschließlich der Literatur zu widmen.
Später erhielt er eine Anstellung bei der königlichen Bibliothek in Madrid, wurde 1847 Mitglied der Real Academia Española, 1852 Oberrichter des Theaterrats und 1862 Direktor der Spanischen Nationalbibliothek. Er starb am 3. August 1880 in Madrid.

## Werke
- Los amantes de Teruel (Madrid 1836, 2. Aufl. 1838; deutsch von Seubert, Leipz. 1873)
- Doña Mencía (1838)
- La redoma encantada (1839)
- La visionaria (1840)
- Alfonso el casto (1841)
- El bachiller Mendarias (1842)
- La coja y el encogido (1843)
- Juan de las viñas (1844)
- Vida por honra (1854)

Die meisten dieser Stücke zeichnen sich durch blühende Phantasie, kräftige Diktion, wohllautenden Versbau und ein Streben aus, in der Wahl der Stoffe und ihrer Behandlung national zu sein. Er war ein sehr penibler Schriftsteller, der sich durch formale Korrektheit auszeichnen wollte, daher gibt es auch mehrere Versionen seiner Dramen, an denen er immer wieder gefeilt hat.

### Los amantes de Teruel
Dieses Drama in vier Akten wurde am 19. Januar 1837 uraufgeführt und ist wohl das meistgespielte romantische Drama in Spanien. Prosa und Vers sind vermischt und auch die klassischen drei Einheiten werden nicht respektiert. Es war ein so großer Erfolg, dass es mit Werken von Shakespeare, Schiller und der griechischen Tragödie verglichen wurde. Der Stoff geht auf ein seit dem 16. Jahrhundert belegtes Erzählmotiv zurück. Die beiden Hauptfiguren Diego Marsilla und Isabel de Segura, deren Liebe unerfüllt bleibt, weil sie sozial ungleichrangig sind (er ist arm, sie eine Adelige) werden heute als gleichberechtigt neben Romeo und Julia bzw. Tristan und Isolde gesehen. Da er so arm ist, setzt ihm ihr Vater eine Frist, um zu Geld zu kommen; er kommt jedoch zu spät, Isabel ist bereits verheiratet und verweigert ihm sogar einen letzten Kuss zum Abschied, Diego stirbt aus Verzweiflung. Auf dem Totenbett gibt sie dann der Leiche den ersehnten Kuss und stirbt ihrerseits. Es kommt zur Vereinigung der Liebenden im Jenseits, weil die Gesellschaft sie im Diesseits nicht zusammenkommen ließ. Dennoch ist das Ende des Dramas viel versöhnlicher als etwa Don Álvaro von Ángel de Saavedra, es gibt auch keine Hochzeit im Jenseits wie bei José de Espronceda. Bemerkenswert ist vor allem das dramatische Spiel mit der Zeit, die gegen den Protagonisten läuft, verkörpert im Läuten der Glocken und der Frist, die unerbittlich verstreicht.
Außerdem veröffentlichte Hartzenbusch
- Cuentos y fábulas (Madrid 1861, 2 Bde.) sowie
- Obras de encargo (Leipzig 1864) und
- Obras escogidas (mit Biographie, das. 1865, 2 Bde.; 2. Aufl. 1876).

Um das altspanische Theater machte er sich durch seine kritischen Ausgaben des Teatro escogido de Tirso de Molina (Madrid 1839–42, 12 Bde.; neue Aufl. 1848), der Comedias de Calderón (1849–51, 4 Bde.), des Juan Ruiz de Alarcón und der Comedias escogidas de Lope de Vega Carpio (1853 ff., 4 Bde.) verdient.
Seine Gedichte und prosaischen Aufsätze gab er unter dem Titel: Ensayos poéticos y artículos en prosa, literarios y de costumbres (Madrid 1843) gesammelt heraus. Hartzenbusch besaß auch eine unmittelbare und genaue Kenntnis der deutschen Literatur.